# Aipysurus foliosquama
Aipysurus foliosquama är en ormart som beskrevs av Smith 1926. Aipysurus foliosquama ingår i släktet Aipysurus och familjen giftsnokar och underfamiljen havsormar. IUCN kategoriserar arten globalt som akut hotad. Inga underarter finns listade i Catalogue of Life.

## Utseende
Fjällen på ormens kropp överlappar varandra och de liknar blad i utseende. Ovansidan har oftast en rödbrun till violett färg. Nära svansen förekommer ljusare band. Aipysurus foliosquama är vanligen 60 till 90 cm lång och honor är allmänt större än hanar.

## Utbredning
Arten förekommer på mindre öar mellan nordvästra Australien och Nya Guinea. Den vistas även i havet. Öarna tillhör delstaten Western Australia. Honor lägger inga ägg utan föder levande ungar.

## Ekologi
När ormen simmar i havet vistas den vanligen vid kanten av klippor och den dyker inte djupare än 10 meter. En population vid Shark Bay håller vanligen i områden där havets botten är täckt av sjögräs.
Individerna lever vanligen ensam och grupper dokumenteras endast tillfällig. Denna orm har fiskar som sömnfiskar (Eleotridae) och arter av släktet Halichoeres som föda. Ibland ingår ålartade fiskar i födan. För att hitta födan letar Aipysurus foliosquama med huvudet i klippornas eller korallrevens håligheter.
Mellan parningen och ungarnas födelse ligger vanligen 6 till 7 månader. Vid varje tillfälle föds endast ett fåtal ungar. Individerna blir könsmogna efter ungefär två år. Denna orm kan leva 8 till 10 år.